# Camões (filme)

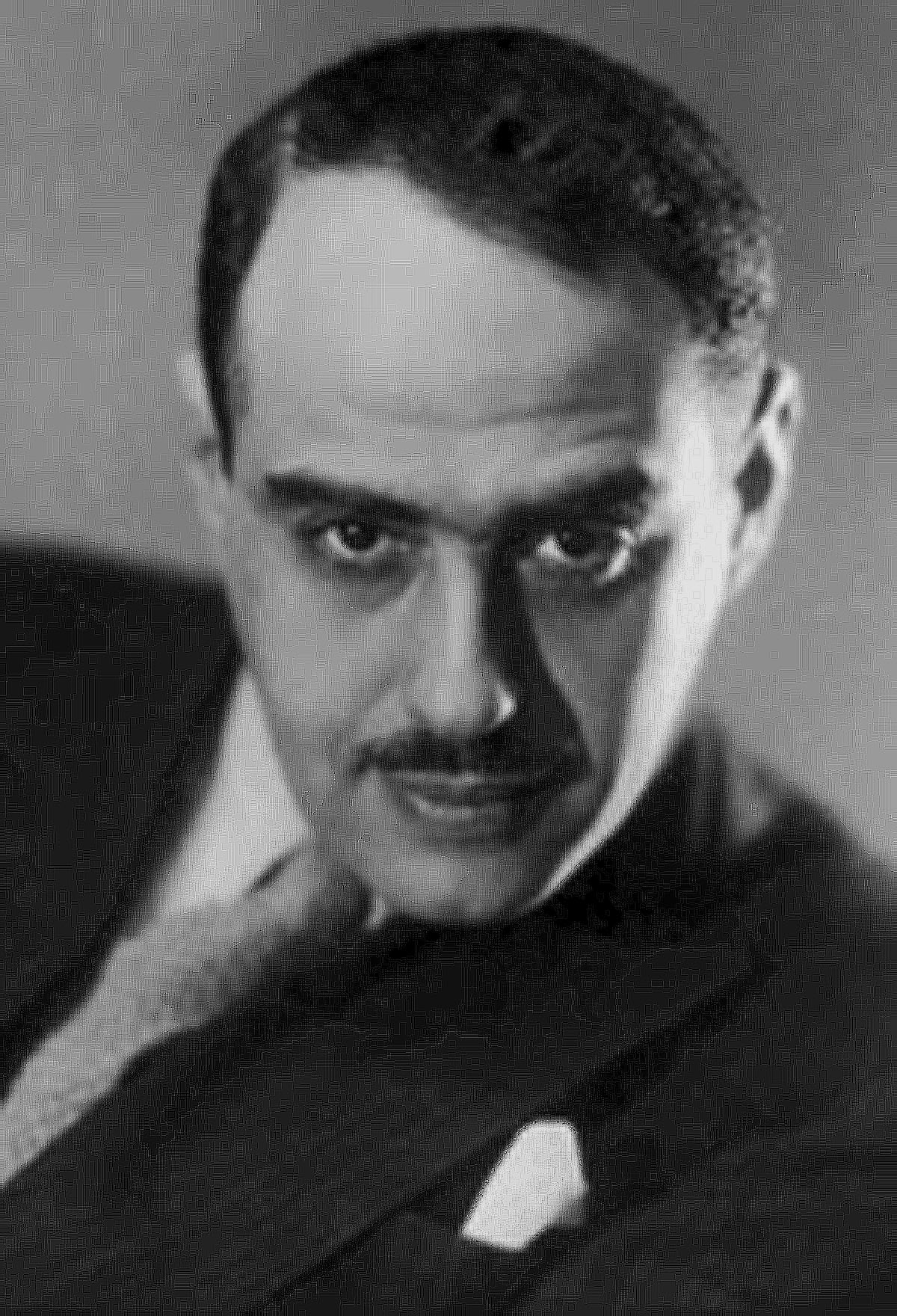
Leitão de Barros, diretor do filme Camões

Camões é um filme português, realizado por José Leitão de Barros, que relata a vida e os feitos do grande poeta Luís Vaz de Camões. Concorreu à primeira edição do Festival de Cinema de Cannes em 1946.

## Elenco
- António Vilar – Luís Vaz de Camões
- José Amaro – D. Manuel de Portugal
- Igrejas Caeiro – André Falcão de Resende
- Paiva Raposo – Pero de Andrade Caminha
- Dina Salazar – Burguesa de Coimbra
- Idalina Guimarães – Inês
- Leonor Maia – Leonor
- Manuel Lereno – Amigo de Pero de Andrade Caminha
- Júlio Pereira – Amigo de Pero de Andrade Caminha
- Carlos Moutinho – Amigo de Pero de Andrade Caminha
- Eduardo Machado – Amigo de Pero de Andrade Caminha
- João Amaro - Amigo de Luís Vaz de Camões
- Baltasar de Azevedo - Amigo de Luís Vaz de Camões
- Carlos Velosa - Amigo de Luís Vaz de Camões
- Cassilda de Albuquerque - Isabel
- Virgínia de Vilhena – Luísa
- Joselina Andrade - Outra Prima
- Vasco Santana – Mal-Cozinhado
- José Vítor – Frei Bartolomeu Ferreira
- António Góis - Pedro Nunes
- Eunice Muñoz – Beatriz da Silva
- Luciana Mariani - Guimar Blasfé
- Carmen Dolores – D. Catarina de Ataíde / Natércia
- João Villaret – D. João III, Rei de Portugal
- Maria Brandão - D. Catarina, Rainha de Portugal
- Celestino Soares - Camareiro-Mor
- Mário Santos - Pai de D. Catarina de Ataíde / Natércia
- Josefina Silva - Mãe de D. Catarina de Ataíde / Natércia
- Alfredo Henriques - Alcaide
- Assis Pacheco - D. João da Silva
- Julieta Castelo - D. Infanta D. Maria
- José Paulo - Jorge da Silva
- Fernando de Oliveira - Amigo de Jorge da Silva
- Costinha (como Augusto Costa) - Gaspar Borges
- Sales Ribeiro - Impressor António Gonçalves
- Isabel de Carvalho - Dama que Dá o Mote
- Mário Ramsky - Mestre de Baile
- António Silva - Cabo dos Meirinhos
- Virgílio Macieira - Meirinho #1
- Regina Montenegro - Aia da Infanta D. Maria
- Álvaro da Fonseca - Freg*ês do Mal-Cozinhado
- Vilar de Miranda - Freg*ês do Mal-Cozinhado
- Mário Lázaro - Freg*ês do Mal-Cozinhado
- Ferreira da Cunha - Pintor
- Olga Fernandes - Dama de Aluguer
- María Julieta - Dama de Aluguer
- Celestino Ribeiro - Homem das Velas
- Maria Manuela Fernandes –	Dinamene
- Armando Martins – D. Sebastião I, Rei de Portugal

## Crítica
António Ferro afirmou ser este filme "uma grande obra, um grande fresco cinematográfico que honra não só o cinema nacional como constitui padrão da sensibilidade portuguesa, marco da sua epopeia, tapeçaria movediça da sua glória", e ainda que "se não ganhou em Cannes o prémio que merecia, apesar das palmas que interromperam a sua exibição, foi apenas porque nesse concurso e nesse momento, o nacionalismo elevado, puro, não estava na moda." 